# CUS Catania Rugby
Il CUS Catania Rugby è la sezione rugby del Centro Universitario Sportivo di Catania.

## Storia
Il CUS Catania Rugby venne fondato nel 1947 come sezione rugby del CUS Catania, Centro Universitario Sportivo dell'Università degli Studi di Catania, erede del GUF Catania che militò in Divisione Nazionale per due stagioni nel 1934-35 e nel 1935-36.
Il CUS Catania fece invece un'apparizione in serie A nella stagione 1957-58, perdendo i play-out salvezza contro la S.S. Lazio.
Nella stagione di serie C 2002-03 il club guidato da Giuseppe Puglisi venne promosso in serie B dopo aver superato in finale il Milazzo per 14-6; tuttavia, la stagione di serie B 2003-04 terminò con l'immediata retrocessione. Nel 2005-06 la squadra guidata dall'allenatore Ignazio Vittorio venne ripescata in serie B ottenendo la salvezza nella stagione 2006-07, per poi retrocedere in serie C l'anno seguente.
Nella stagione di serie C1 2014-15 il CUS Catania centrò la promozione in serie B, ma l'anno seguente venne nuovamente relegato in serie C1; il campionato 2016-17 terminò però con una nuova promozione ad opera dell'allenatore Carlo Leonardi.

### Settore giovanile
Storicamente, il CUS Catania Rugby è particolarmente attivo in ambito giovanile, gestendo un vivaio che conta più di 300 iscritti con una copertura capillare in tutte le categorie dall'Under-8 all'Under-18. Il club si distingue soprattutto nella formazione di talenti nei ruoli di mischia, tra essi ricordiamo: Salvatore Costanzo e Andrea Lo Cicero, piloni della nazionale italiana, Massimiliano Ravalle, pilone d'interesse nazionale, ed il terza linea azzurro Giovanni Licata.

## Cronologia
| Cronistoria del CUS Catania Rugby |
| --- |
| - 1947 · Fondazione della sezione rugby del CUS Catania - 1947-48 · - 1948-49 · - 1949-50 · - 1950-51 · - 1951-52 · - 1952-53 · - 1953-54 · - 1954-55 · - 1955-56 · - 1956-57 · - 1957-58 · in serie B; sconfitta play-out salvezza serie A - 1958-59 · - 1959-60 · - 1960-61 · - 1961-62 · - 1962-63 · - 1963-64 · - 1964-65 · - 1965-66 · - 1966-67 · - 1967-68 · - 1968-69 · - 1969-70 · - 1970-71 · - 1971-72 · - 1972-73 · - 1973-74 · - 1974-75 · - 1975-76 · - 1976-77 · - 1977-78 · - 1978-79 · - 1979-80 · - 1980-81 · - 1981-82 · - 1982-83 · - 1983-84 · - 1984-85 · - 1985-86 · - 1986-87 · - 1987-88 · - 1988-89 · - 1989-90 · - 1990-91 · - 1991-92 · - 1992-93 · - 1993-94 · - 1994-95 · - 1995-96 · - 1996-97 · - 1997-98 · 1ª in serie C; sconfitta spareggio promozione - 1998-99 · - 1999-2000 · - 2000-01 · - 2001-02 · in serie C - 2002-03 · in serie C; vittoria finale promozione; promozione in serie B - 2003-04 · 10ª in serie B; retrocessione in serie C - 2004-05 · in serie C - 2005-06 · 1ª in serie C; sconfitta spareggio promozione; ripescaggio in serie B - 2006-07 · 10ª in serie B gir. D - 2007-08 · 11ª in serie B gir. D; retrocessione in serie C - 2008-09 · 5ª in serie C - 2009-10 · 4ª in serie C - 2010-11 · 5ª in serie C - 2011-12 · 2ª in serie C - 2012-13 · 2ª in serie C - 2013-14 · 2ª in serie C - Sicilia gir. 1; sconfitta semifinali play-off - 2014-15 · 1ª in serie C1 gir. H; promozione in serie B - 2015-16 · 5ª in serie B gir. 4 pool 2; 5ª pool retrocessione; retrocessione in serie C - 2016-17 · 1ª in serie C1 gir. H; promozione in serie B - 2017-18 · 10ª in serie B gir. 4 - 2018-19 · 6ª in serie B gir. 4 - 2019-20 · 6ª in serie B gir. 4, campionato sospeso - 2020-21 - Campionato annullato - 2021-22 - 6ª in serie B gir. 4 - 2022-23 - 4ª in serie B gir. 4 - 2023-24 - 8ª in serie B gir. 4 - 2024-25 - 3ª in serie B gir. 5 |

## Allenatori
- 1993-2002  Pippo Puglisi
- 2002-2008  Ignazio Vittorio
- 2008-2009  Elio Di Maura
- 2009-2012  Mario Camorali
- 2012-2013  Carlo Leonardi Mario Camorali
- 2013-2014  Carlo Leonardi Andrea Dupplicato
- 2015-2016  Carlo Leonardi Pietro Todaro
- 2016-2017  Carlo Leonardi
- 2017-2019  Carlo Leonardi Massimiliano Ravalle
- 2019-2020  Carlo Leonardi Orazio Arancio
- 2020-  Giuseppe Costantino Luca Mammana